# Pink Season: The Prophecy
Pink Season: The Prophecy es un Ep de la personalidad de YouTube Filthy Frank, bajo el alias de Pink Guy. Fue lanzado el 24 de mayo de 2017 bajo el sello 88rising y cuenta con remixes de canciones del álbum Pink Season.

## Lista de canciones
| Pink Season: The Prophecy |                                                                       |               |          |  |
| N.º                       | Título                                                                | Productor     | Duración |  |
| 1.                        | «Dumplings» (Borgore remix)                                           | George Miller | 2:42     |  |
| 2.                        | «Fried Noodles» (Getter remix)                                        | Miller        | 5:52     |  |
| 3.                        | «STFU» (Tasty Treat remix)                                            | Miller        | 2:08     |  |
| 4.                        | «Are You Serious» (Axel Boy remix)                                    | Miller        | 4:34     |  |
| 5.                        | «The Prophecy» (featuring Getter, Borgore, Axel Boy, and Tasty Treat) | Miller        | 12:32    |  |
| 27:48                     |                                                                       |               |          |  |

## Tabla
| Gráfico (2017)               | Posición |
| ---------------------------- | -------- |
| US Comedy Albums (Billboard) | 2        |